# (3355) Onizuka
(3355) Onizuka ist ein Asteroid des Hauptgürtels, der am 8. Februar 1984 von Edward L. G. Bowell entdeckt wurde.
Der Asteroid wurde nach dem amerikanischen Astronauten Ellison Onizuka benannt, der als Missions-Experte des Challenger-Fluges STS-51-L am 28. Januar 1986 ums Leben kam. Die Raumfähre war kurz nach dem Start durch die Explosion ihres Flüssigtreibstofftanks zerrissen worden.